# 坊っちゃん列車

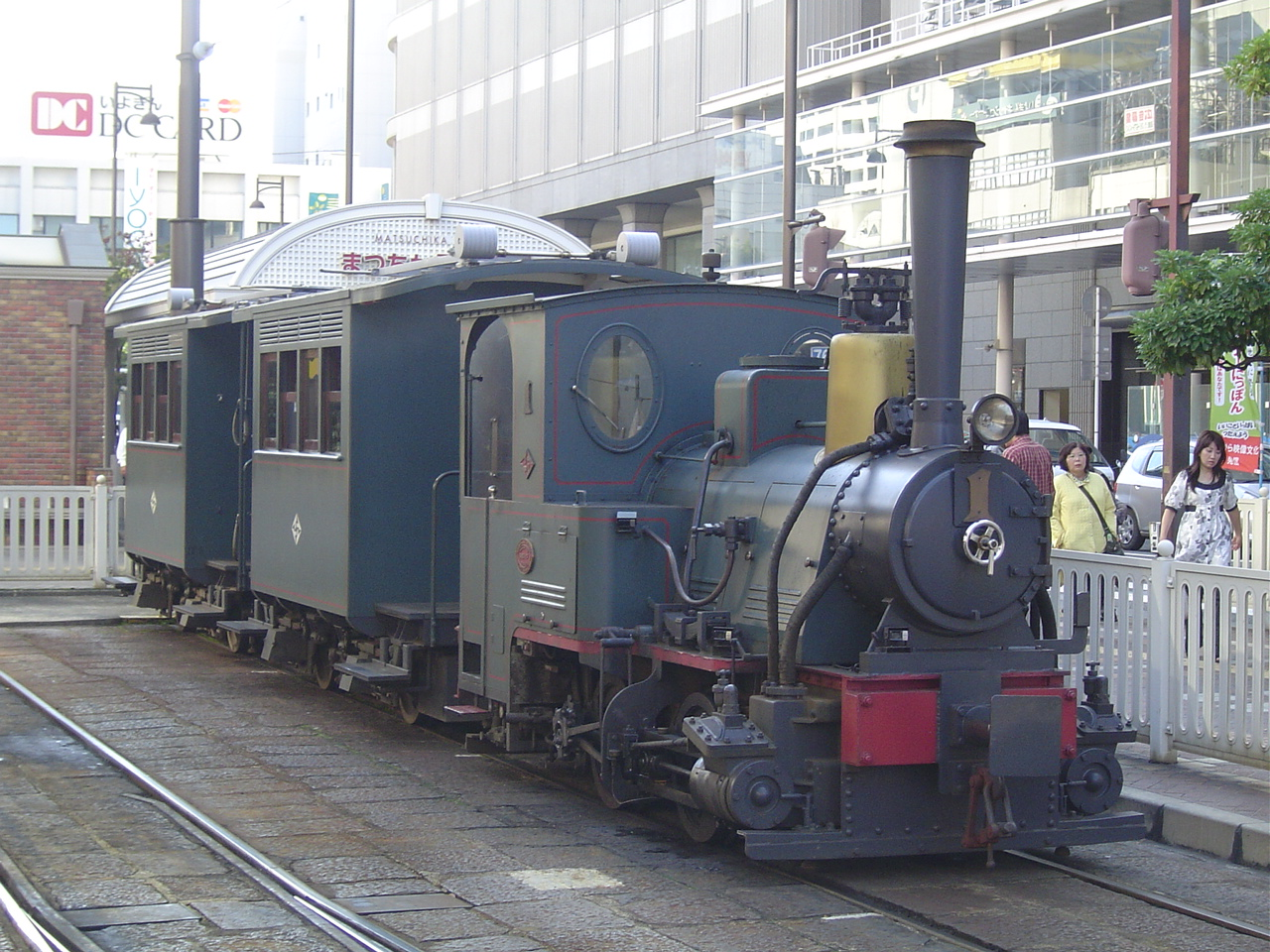
坊っちゃん列車（復元運行用第1編成）

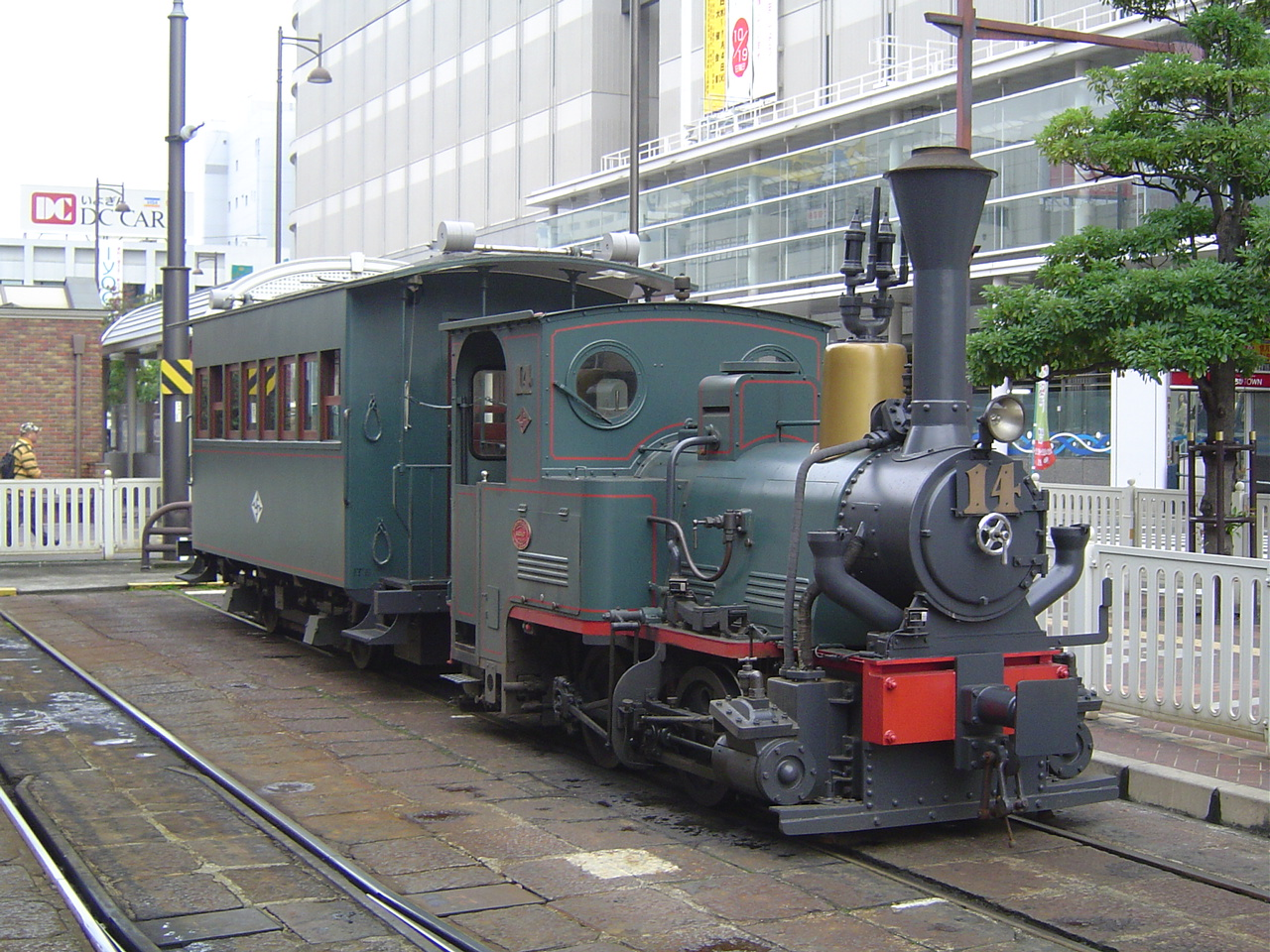
坊っちゃん列車（復元運行用第2編成）

坊っちゃん列車（ぼっちゃんれっしゃ）は、かつて伊予鉄道に在籍した蒸気機関車（SL）および、そのSLが牽引していた列車。2001年（平成13年）より同名のディーゼル機関車列車が松山市内の路面電車で運行されており、以後はこちらの方を指すことが一般的である。
夏目漱石の小説『坊っちゃん』の中で軽便鉄道時代の伊予鉄道が「マッチ箱のような汽車」として登場しており、四国・松山の中学校に赴任する主人公の坊っちゃんがこれに乗ったことから、坊っちゃん列車と呼ばれるようになった。

## 初代

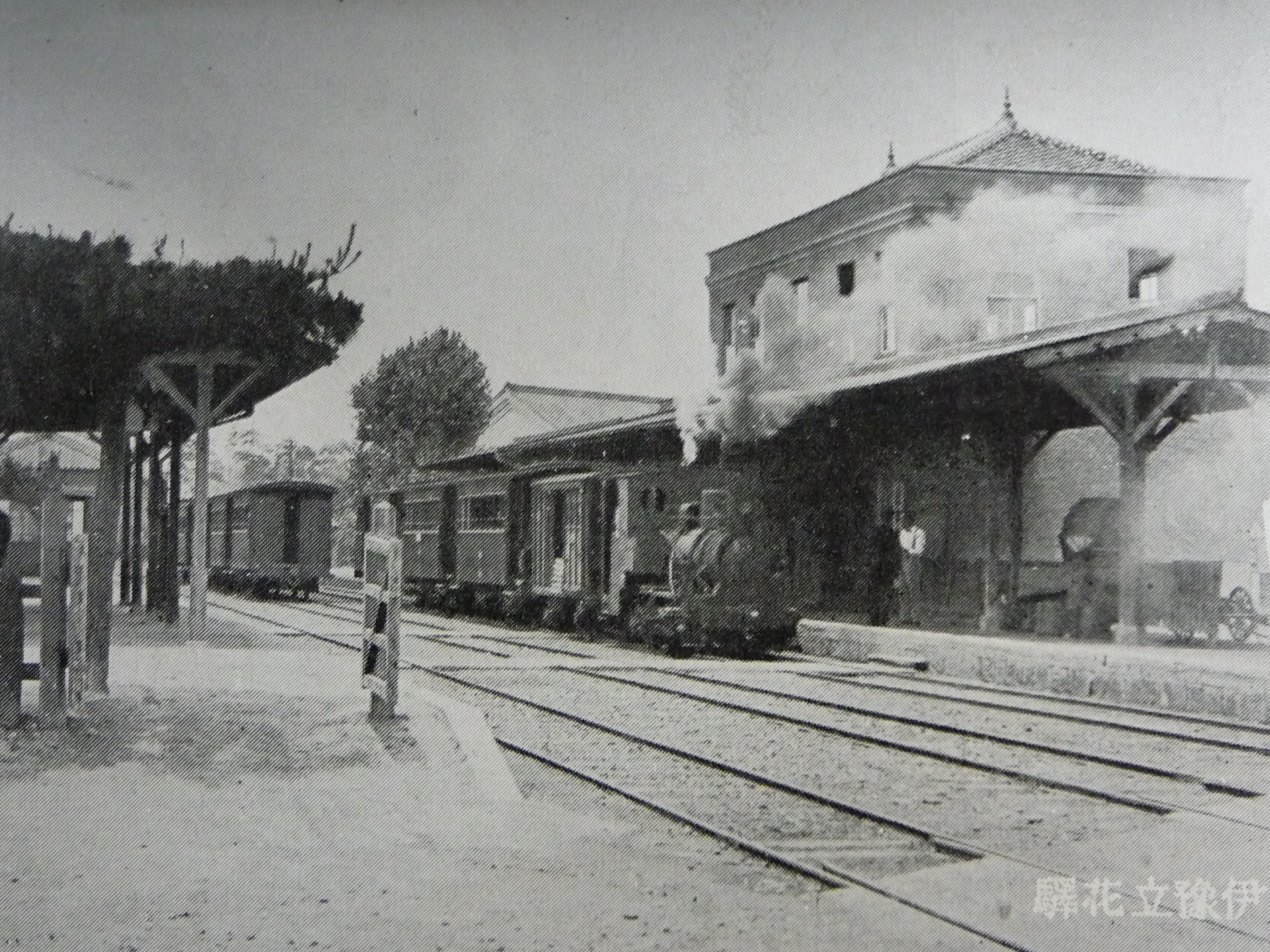
伊予立花駅構内に停車中の坊っちゃん列車（1930年頃）

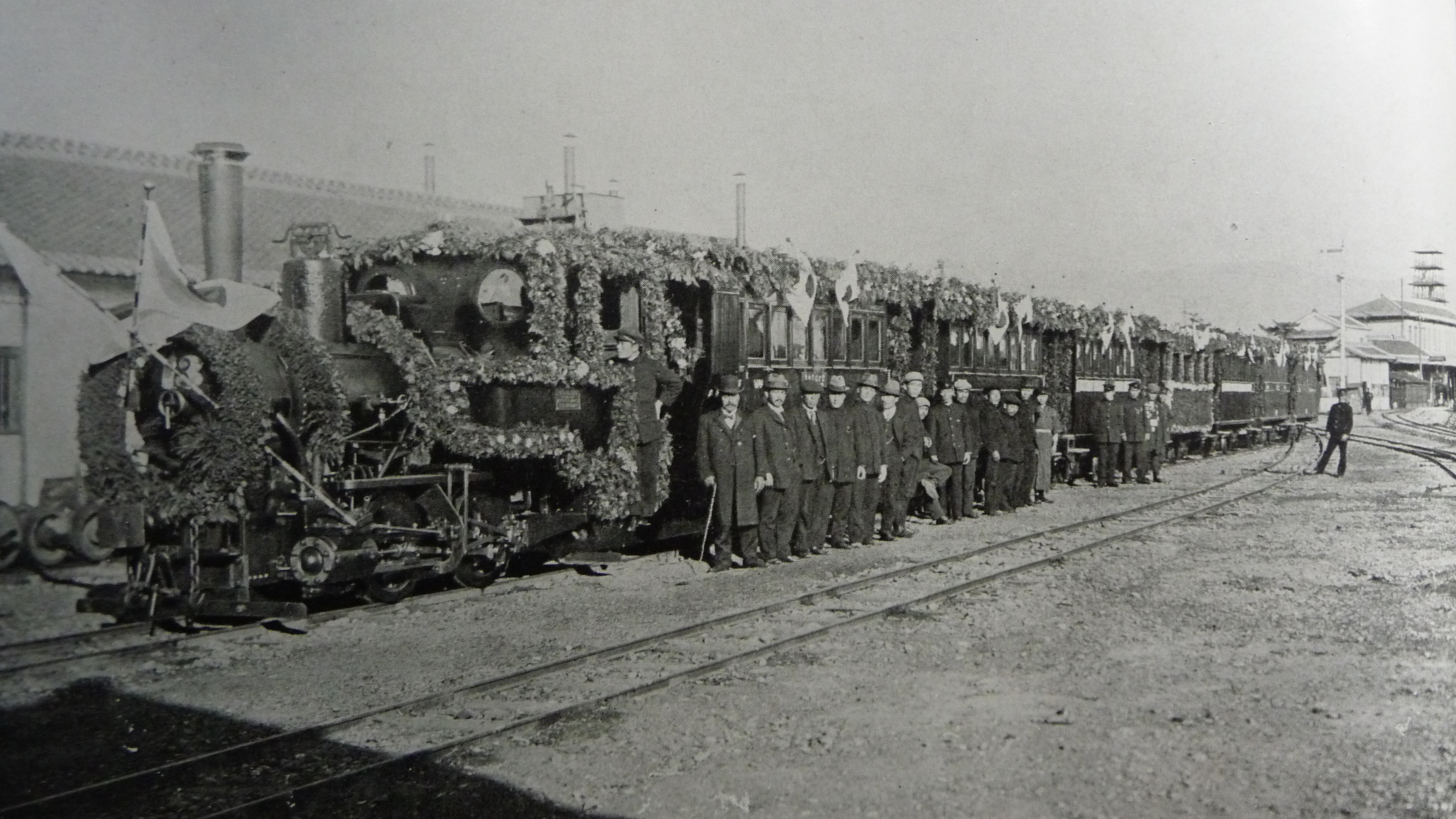
松山駅構内に停車中の坊っちゃん列車13号機関車（1910年頃）

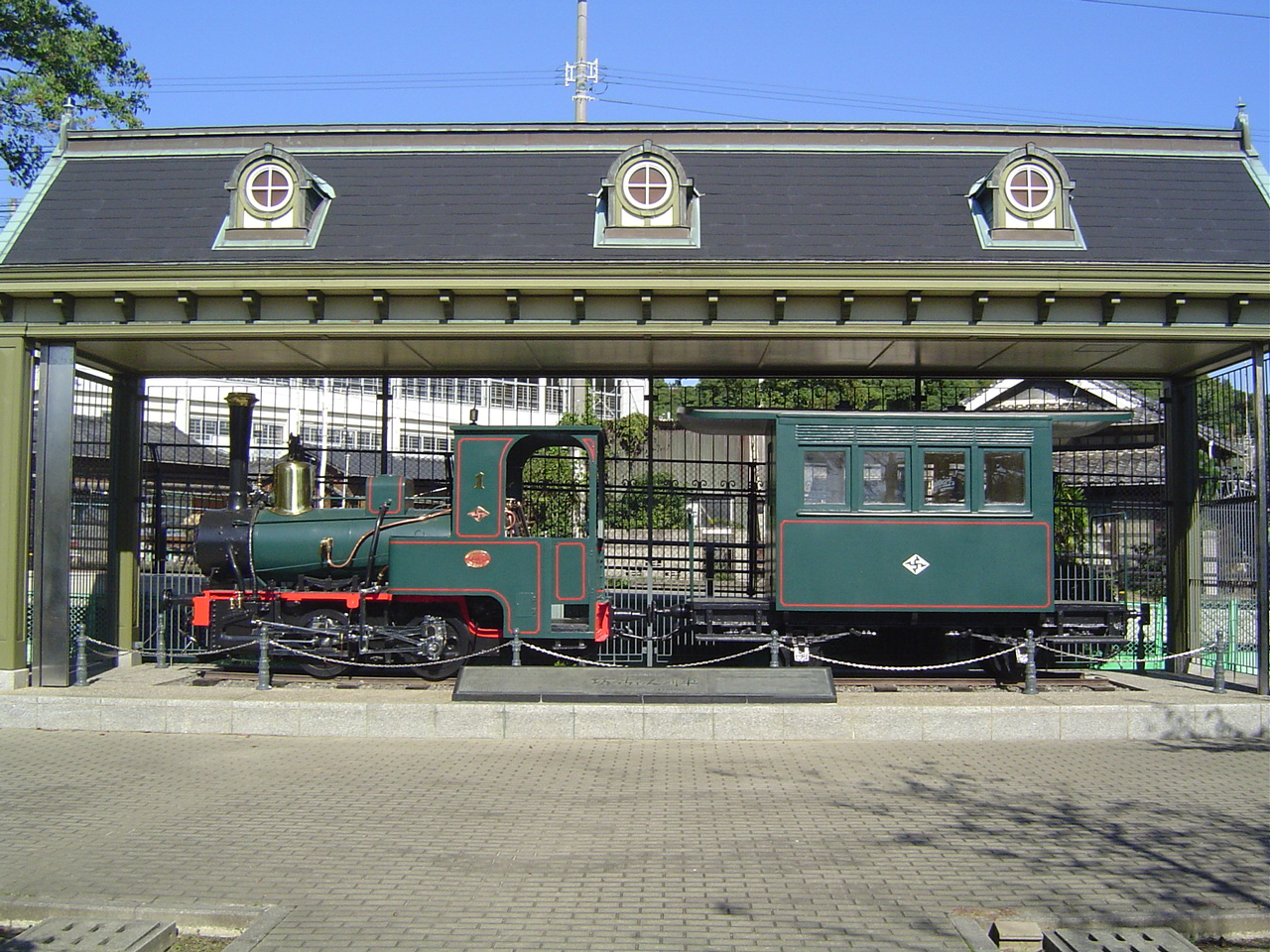
梅津寺公園に保存されている「坊っちゃん列車」1号機関車（実物）と客車（レプリカ）

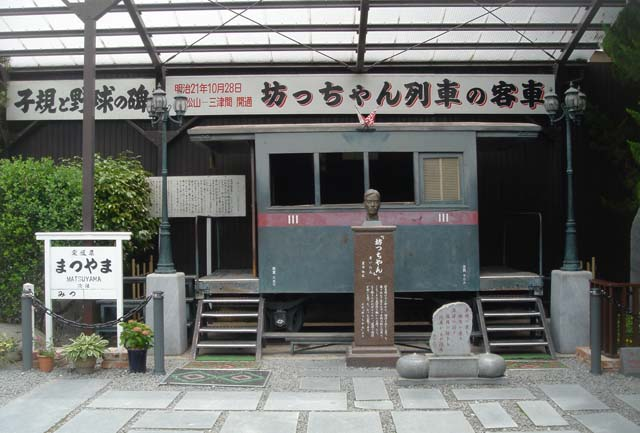
松山市内の子規堂に保存されている客車。内部には伊予鉄道から受贈した旨の額が掲げられている。

1888年（明治21年）10月28日に伊予鉄道が松山（現在の松山市） - 三津間を762mm軌間で開業した際に、バイエルン王国（当時）・ミュンヘンのクラウス社製B形蒸気機関車（甲1形）2両で運行を開始した。牽引される客貨車も鉄道開業に伴う資材調達全般を請け負った刺賀商会の手配でバイエルンから輸入されたが、これらはあまりの小型さゆえに分解されず、完成状態のまま木箱に詰めて納品されてきたという逸話が残る。
その後、路線開業で順次機関車・客貨車共に増備が進み、また1900年（明治33年）の南予鉄道と道後鉄道の合併もあって車両数は激増した。
1907年（明治40年）の時点での機関車各形式とその概要は以下の通り。
- 甲1形1 - 4
  - 7.8t（改軌後8.5t） B型ウェルタンク機。1888年（1・2）および1891年（3・4）、クラウス社製。
- 甲2形5・6
  - 1896年、クラウス社製。
- 甲3形7・8
  - 9t（改軌後9.8t） B型ウェルタンク機1895年、クラウス社製。元道後鉄道1・2。
- 甲4形9・10
  - 7t B型サイドタンク機。1896年、イギリス・フレッチャー・ジェニングス社(en:Fletcher, Jennings & Co.)製。元南予鉄道1・2。
- 甲5形11 - 14
  - 9t（改軌後9.8t） B型ウェルタンク機。1901年（11・12）および1907年（13・14）、クラウス社製。

以上からも明らかな通り南予鉄道からの編入車である甲4形をのぞき全車クラウス社製の同系機で揃っていた。
このため、異端車である甲4形は稼働率が低かったことが伝えられており、1911年（明治44年）の車庫火災の際には車庫の奥に置かれていたことから車庫内からの移動も行えないまま焼失、その後も修理されずに放置されていた。
この2両の補充としては、新造車ではなく中古車の導入が図られた。同時期に近隣の別子鉱山鉄道で余剰を来していた、1形5 - 7が1912年6月に譲受されて甲6形15 - 17となったのである。これらも1894年（15・16）および1896年（17）、クラウス社製の甲1形同系機である。
もっともこれら3両は状態が悪かったとされ、1917年（大正6年）には置き換え対象であった甲4形2両と共に全車除籍され、スクラップとして売却されている。
また、この火災の際には客貨車も大きな被害を受けており、伊予鉄道ではハ31形を自社工場で製造するなどして焼失車の補充を行っている。
この後1931年（昭和6年）に高浜線の改軌・電化が実施されたが、その際にも貨物列車牽引は蒸気機関車のままで残されたことなどから全線改軌となり、客貨車を含めて順次改軌工事が実施されたが、機関車についてはこの時点では増備も廃車も特に行われないまま推移した。ただしこのころには道後鉄道編入車である甲3形の不調が目立つようになり、1940年（昭和15年）ごろに8が状態不良で除籍され、残る7も戦後早い時期に除籍されている。
戦後は混乱期の車両不足から、八幡製鐵所構内専用鉄道より1910年（大正9年）コッペル社製の156を1946年（昭和21年）に譲受し2代目甲6形15としたが、これは燃料の入手難等で郡中線が電化されたことで余剰となり、1952年（昭和27年）に廃車されたため短期間の使用に終わった。
こうして紆余曲折を経て運行されてきた伊予鉄道の蒸気機関車群であるが、1953年（昭和28年）に6の部品流用でDB-1形DB-1を試作、さらに新造でDB-2 - 8が投入されたことでその役割を終え、1954年（昭和29年）に運行を終了した。
このように、結果的には自社プロパーの甲1・2・5形が最後まで残存し、他社編入車や中古車は早期に淘汰された状態でディーゼル化の日を迎えたことになる。
一方、客車についてはその後も2軸車2両を接合して1両としたハ500形などが非電化の横河原・森松線用として残存したが、これも1965年の森松線廃止と1966年の横河原線全線電化完成で役割を終え、また貨車も1956年の貨物輸送廃止を経て1960年に全車廃車となっており、ここに1888年（明治21年）以来78年に渡った「坊っちゃん列車」の系譜は一旦幕を閉じることとなった。

## 休止期
機関車は、1953年（昭和28年）に同社が運営していた道後公園内に甲1形1の実機が、762mm軌間仕様に戻した上で先端に大きな火の粉止めを内蔵した輸入時の煙突のレプリカを取りつけて保存・展示され、さらに3が愛媛大学工学部に教材用として寄贈された。しかし、人の出入りが自由な道後公園内に展示されていた1は、その展示期間中に心ない者の手によって機器類が次々に盗難・破壊されて凄まじい荒廃状況を呈した。このため、1965年（昭和40年）に伊予鉄道は自社が経営する有料遊園地である梅津寺パーク（現在の梅津寺公園）へ1を移動、愛媛大学に依頼して同型機である3の返却を受け、これの部品を1に取りつけて、先端にチムニーキャップのついた通常型煙突を取り付けた姿に復元の上で、改めて保存・展示することとした。この際、部品を提供した3の台枠・ボイラーケーシング・車輪といった残りの部品は廃棄されず、後に1に譲った部品を採寸して製作した複製品と組み合わされ「1号機のレプリカ」として伊予鉄道本社前に展示されることとなった。その後2016年（平成28年）12月には、本社ビル内に開設された坊っちゃん列車ミュージアム（下記参照）に移動している。1967年（昭和42年）10月14日、梅津寺パークに保存の1が鉄道記念物に指定された。
客車は、松山市内の子規堂に1両が保存されている。

## 米山工業製レプリカ運行期
- 1977年：松山市の機械メーカー・米山工業がレプリカの蒸気機関車を製作（ハ1形相当の2軸客車2両を含む）。
- 1988年5月：映画『ダウンタウン・ヒーローズ』撮影のために内子線旧線五十崎駅付近で運転。同年7月31日に映画の宣伝のため東京の越中島駅（現在の越中島貨物駅）で展示、構内を走行した。
- 1989年8月17日：「みなと鉄道まつり北九州100」記念で北九州市の門司港で運転。
- 1989年10月8日：四国統一観光キャンペーン「しあわせランド四国」の一環として、旧内子駅付近で運転。
- 1994年4月9日：道後温泉で運転（道後温泉本館百周年の記念行事の一環としてイベント運行。道後の愛媛県県民文化会館西の空き地（県有地）で、短区間の折り返し運行）。
- 2000年5月3日 - 5日：宇和島駅構内で運転。
- 2001年3月30日 - 4月1日：正岡子規生誕100周年記念イベントの一環として松山駅構内で運転。
- 2001年9月14日：北海道穂別町（現、むかわ町）主催のイベントにも貸し出され、旧国鉄富内線富内駅構内を走行した。

※ 同列車は2006年（平成18年）の時点では松山市喜与町の宮田ビルの駐車場に保存展示されていたが、2014年（平成26年）ごろに製造元の米山工業が引き取り、同地から撤去されている。現在も貸し出しを受け付けており、料金は1回15万円とのこと。

## 2代

### 経緯

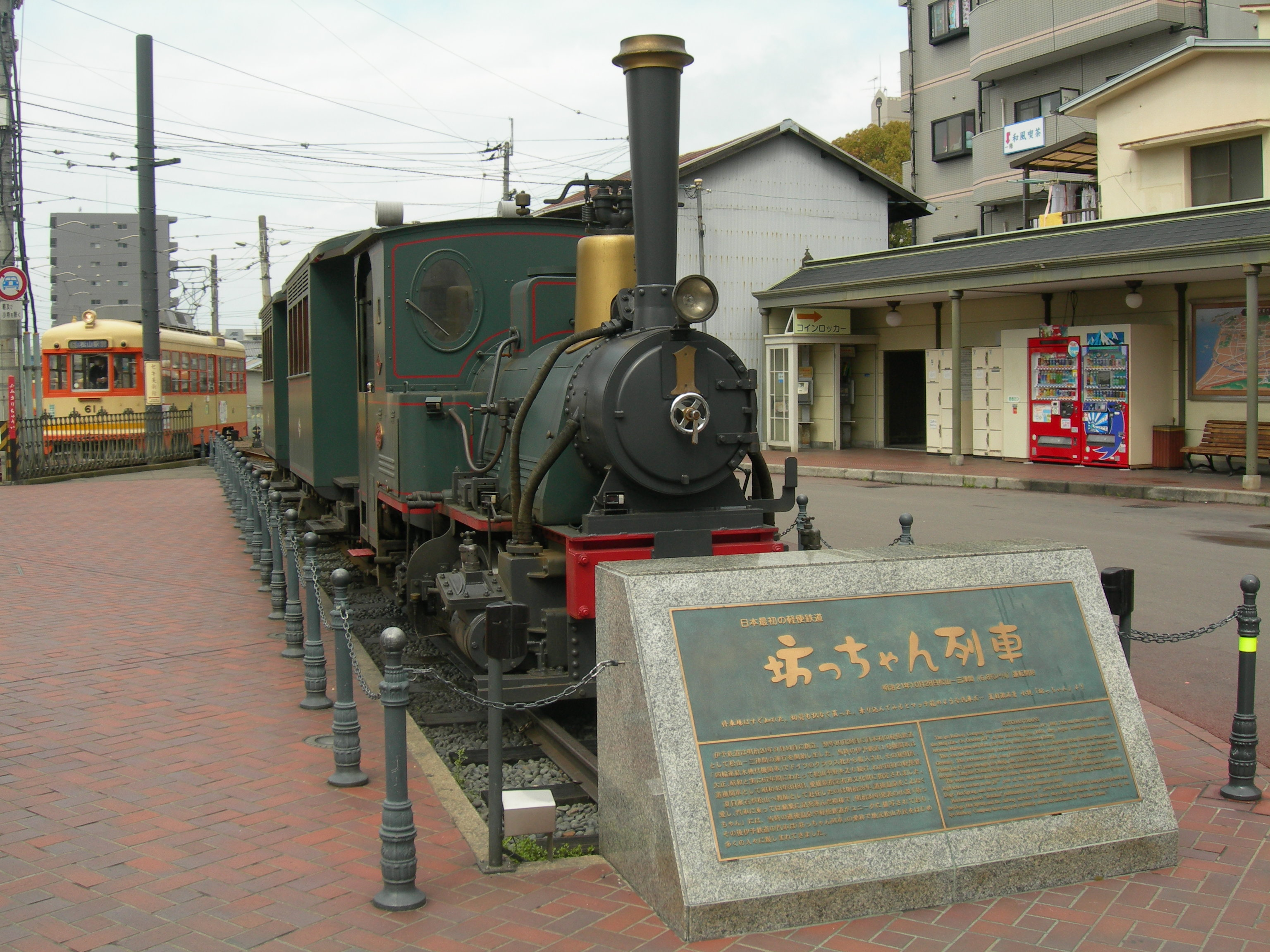
伊予鉄道道後温泉駅前の引き込み線に待機の「坊っちゃん列車」1号機関車の復元機

松山の観光のシンボルの復活として、坊っちゃん列車の復元構想は、過去に幾度か起こっては消えていた。観光の目玉を増やしたい観光関係者、特に道後温泉関係者にとって復元構想は関心事であった。関係者などで構成される道後温泉誇れるまちづくり協議会では特別委員会を設けて復活の可能性を模索していた。
一番の難点が、蒸気機関車に付きもののばい煙であり、現在の伊予鉄道の市内電車（軌道）は市街地の大通りを走っているため、観光振興の名目で新たな公害を発生させてしまうと社会的に批判を受ける恐れがあった。このため、関係者間でも蒸気機関車として本格的な復元を望む意見と、ある程度妥協して現代的にアレンジし、ばい煙をなくした列車にすべきという意見があった。
結局、現代的にアレンジをする意見が採用されることになり、伊予鉄道は、2001年（平成13年）に坊っちゃん列車の復元を発表・運行開始した。列車は往時の坊っちゃん列車をモデルにディーゼル動力方式を採用。汽笛は同社OBの協力を得て再現し、制服も当時のものを復元するなど、可能な限り往時の姿に似せている。その他、蒸気機関車ならではのドラフト音は車外スピーカーによって鳴らす方式を採用し、煙突からは水蒸気を使用したダミーの煙を出す発煙装置を採用するなどの工夫がなされている。

### 現在の車両の概要
- 車両：ディーゼル機関車D1形 1 + 客車ハ1形 1・2（第1編成）、ディーゼル機関車D2形 14 + ハ31形 31（第2編成）
- 製造：新潟鐵工所

※ なお機関車のD1形は甲1形、D2形は甲5形をモデルとしている。

### 現在の運行系統
2020年（令和2年）現在、市内線の以下の2区間で運行されている。
- 大手町線経由
  - 停車駅：JR松山駅前停留場 - 南堀端停留場 - 大街道停留場 - 上一万停留場 - 道後温泉駅
- 花園線経由
  - 停車駅：松山市駅停留場 - 南堀端停留場 - 大街道停留場 - 上一万停留場 - 道後温泉駅

南堀端・上一万では降車のみ可能。古町・道後温泉・松山市駅では機関車の方向転換が見られる。
車両老朽化により減便され、繁忙期を除き1日4往復（花園線経由3往復・大手町線経由1往復）となっている。

### 乗車券
乗車券販売窓口、または乗車時に車掌より購入。道後温泉駅のチケットカウンターでは毎朝8時30分より当日分の整理券を配布している。貸切運行となる場合や整理券を持っていない場合は乗車できないこともある。繁忙期には松山市駅でも整理券を配布することがある。
「松山城らくトクセット券」以外の企画乗車券では乗車不可。
坊っちゃん列車のすべての乗車券で「いよてつ髙島屋大観覧車くるりん」の通常ゴンドラが1回無料で利用できる。

### 復元運行開始後
2001年
- 10月12日：伊予鉄道がディーゼル機関によるレプリカの列車の運行を市内線松山市駅前 - 道後温泉間で開始する。
- 10月30日：南堀端停留場付近で脱線。11月1日運行再開。
- 12月3日：大型客車ハ31形を増備。

2002年
- 8月8日：第2編成登場。古町 - 松山駅前 - 道後温泉間でも運行開始。料金を1000円から300円に値下げ（詳細後述）。

2007年
- 7月25日：古町車庫構内で入換作業中に脱線（詳細詳細後述）。脱線した場所が高浜線と軌道線の交差地点付近だったため、両線の列車が2時間近く運休。事故を受けて伊予鉄道は坊っちゃん列車を当面の間運休とした。
- 9月29日：上記の事故編成が整備を終えて運転再開に向けた試運転中、城南線の西堀端停留場 - 南堀端駅間で再び脱線。
- 10月1日：1編成のみの運用で運行を再開。
- 12月28日：7月に脱線した編成が運行を再開。

2016年
- 10月1日：老朽化による修繕費増大などを理由に料金を500円から800円に値上げ[1]。

2019年
- 中旬：宮田町の軌道区間に入る地点で異音を確認。その後ジャッキが取れる。その後車掌の手旗信号のもとバックで古町車庫まで臨時回送。この影響で市内電車のダイヤが大幅に乱れた。

2020年
- 4月10日：新型コロナウイルス感染拡大対策及び旅客減少により当面の間、土休日のみの運転。

2023年
- 11月1日：運転士不足により当面の間運休[2]。

2024年
- 3月20日：この日より運転再開[3]。

### 運行についての特記事項
伊予鉄道創業時のものを再現した制服を着用した機関士と車掌が乗務している。
客車の屋根には分岐点でポイント操作を行うトロリーコンタクターを作動させるため、ダミーのビューゲル（進路制御装置と呼んでいる）が取り付けられている。この機器は分岐器制御専用で、動力車が電車や電気機関車ではなくディーゼル機関車なので集電は行わない。通常は降下させてあり、トロリーコンタクター付近でのみ上昇させて使用する（ギャラリー掲載画像を参照のこと）。
道後温泉駅の専用の引き込み線には2編成が夜間と、1日おきに時間調整のために留置されており、観光客がその前で記念写真を撮るなどされ、親しまれている（上写真）。もう1編成は古町車庫に留置される。
電車よりも出力が低く、県庁前 - 上一万の登り勾配で速度が低下するため、後続車のダイヤに影響を及ぼさないよう道後温泉駅行き定期電車に続行するようダイヤが設定されている。
復活運行開始当時は乗車には記念グッズと市内電車1日乗車券込みの1,000円が必要でしかも1区間しか乗れなかったが、2002年8月から1回乗車のみなら300円、また全区間乗車も可となるなど実質値下げされ、利用しやすくなった。また、2006年（平成18年）9月よりICい〜カードでも坊っちゃん列車に乗車できるようになった。その後、老朽化による維持費の増大を理由に段階的に値上げが行われ、2020年（令和2年）時点では800円、2020年（令和2年）10月1日からバリアフリー等の設備投資を目的とした運賃値上げがあり1,000円に、さらに2021年12月には1,300円に引き上げられ、運行開始当初よりも高額になった。
常に機関車が先頭に来るように、また（蒸気機関車のレプリカのため）機関車が一方向に進むように入換作業（機回し）が必須となるが、スペースなどの問題で入換機関車やターンテーブルが用意できないため、独特の方法で入換作業を行っている。具体的には、機関車の下部に軌道モーターカーと同じ方向転換装置（油圧ジャッキ）が内蔵されており、入換時には客車を切り離した後でこの方向転換装置を動作して機関車全体を持ち上げ、人力で機関車を180度転回させてからジャッキを下ろして、人力で客車を機関車の後方に移動させてから再連結するという作業を行っている。2007年（平成19年）7月の脱線事故は、方向転換装置の格納表示に不具合があり、全部格納していない状態で「格納済み」と表示したため、転換装置が本来よりも下がった位置で運行され線路と接触し脱線したというものであった。
2023年（令和5年）12月18日、松山市は運休が続く列車のあり方を検討するため「坊っちゃん列車を考える会」を開催。その中で伊予鉄グループ社長は、坊っちゃん列車の赤字は多い年で1億円を超えることを明らかにし、松山市にコストを負担するよう求めた。

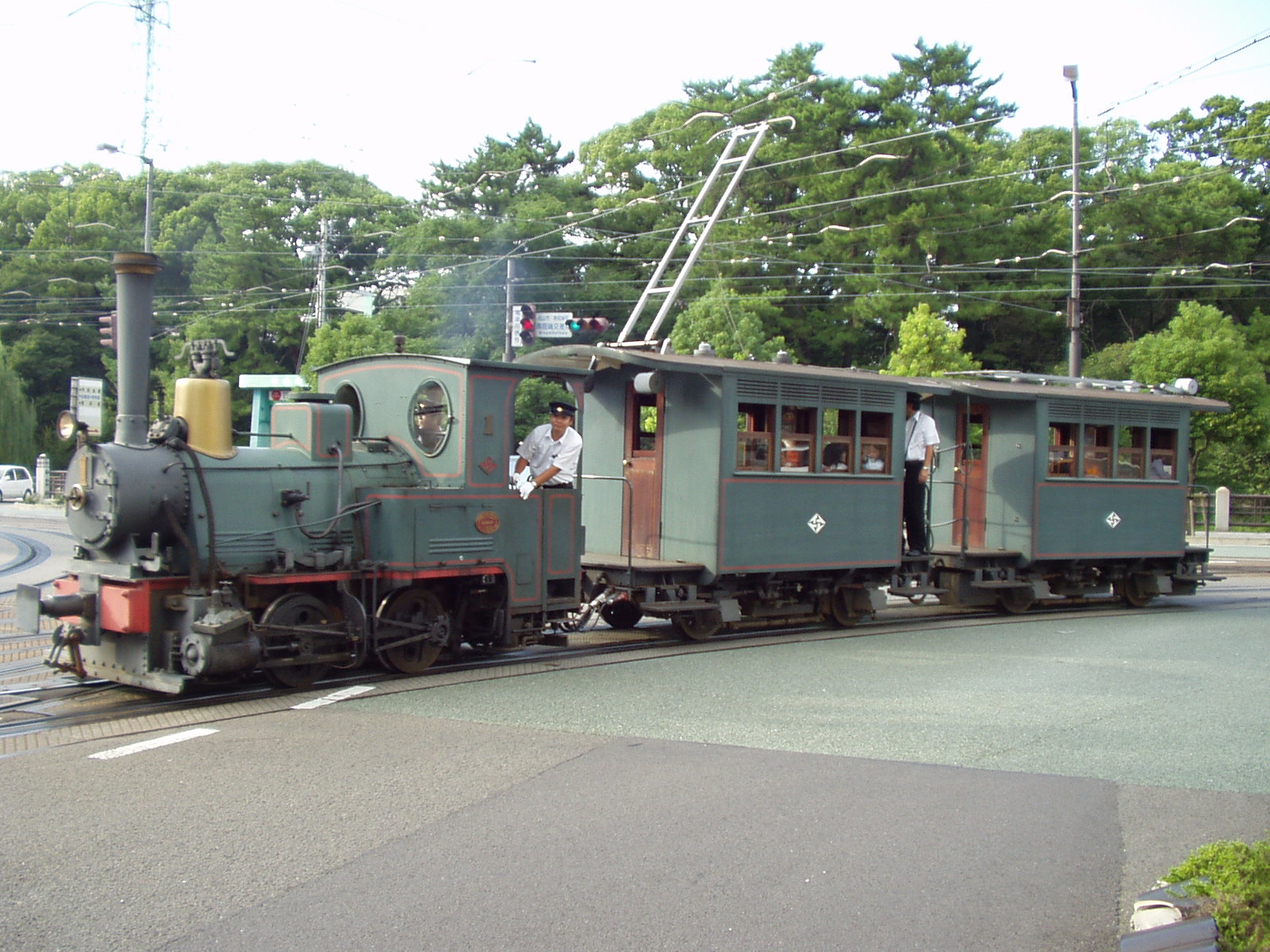
「進路制御装置」を立てて走る第1編成（南堀端電停付近）
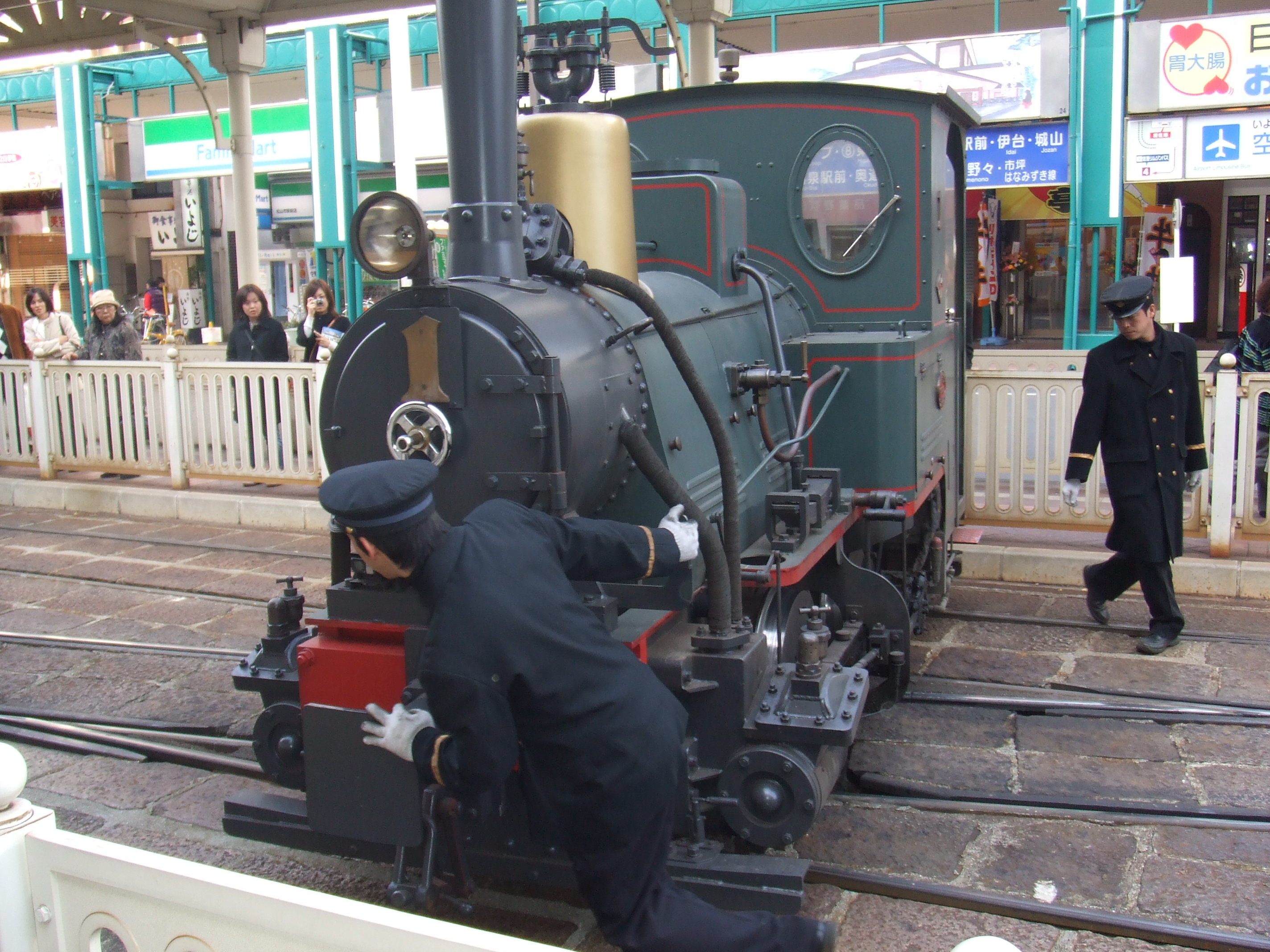
松山市駅構内での方向転換作業
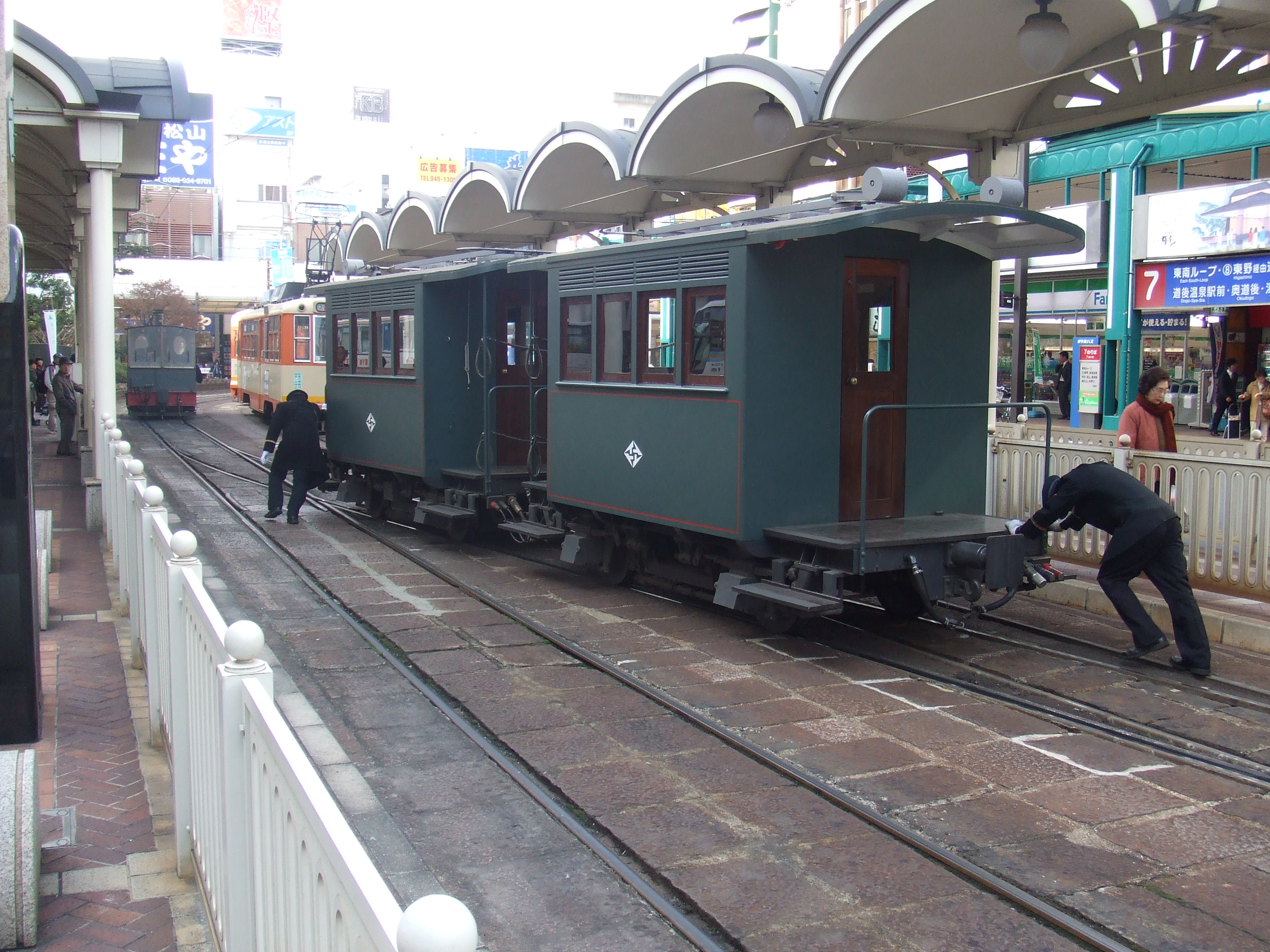
方向転換後、人力での客車連結作業

## 坊っちゃん列車ミュージアム
2016年（平成28年）12月、松山市駅近くの伊予鉄道本社ビル1階に、無料展示施設「坊っちゃん列車ミュージアム」がオープンした。従来屋外に置かれていた、3号機関車の主要部品を再利用して製作された1号機関車のレプリカが展示されている。このほか、3号機関車の銘板や過去のレール、伊予鉄道の歴史について展示されている。

## 坊っちゃん列車ギャラリー石鎚
2017年（平成29年）10月、松山自動車道　石鎚山サービスエリア（上り線）の店舗内に、無料展示施設「浪漫停車場　坊っちゃん列車ギャラリー石鎚」がオープンした。坊っちゃん列車の「歴史」・「関連スポットの紹介」・「ジオラマ」が展示されている。開館時間は24時間。

## その他
復元運行されている客車の1両であるハ31のオリジナルは、古町車両工場の一角に現在も保管されている。1911年（明治44年）製のオープンデッキ客車の実物として貴重な存在である。
軌道線用の内燃車両は戦後は札幌市交通局（札幌市電）に存在したのみ（「札幌市電#過去の車両」を参照）で、運行再開に当たっては過去のものとなっていた「乙種内燃車」の運転資格を復活させた。